# オムニボット
オムニボットはタカラトミーの販売するエンタテインメントロボットシリーズ。

## 概要
家庭用ロボットの嚆矢ともいえる存在でAIBOに先駆ける事およそ15年、1980年代半ばにトミーによって開発され、初代のオムニボットは39,800円と高額であったにもかかわらず、発売半年で25,000台が販売された。一時期、新製品の発売は下火になっていたものの、タカラトミーに合併後は同社のロボットのブランドとして新製品が開発、展開される。

## 歴史
1983年11月にクリスマス商戦に備えて音声認識ロボットであるKI-KU-ZOが発売された。これは3ヶ月で4万個が販売された。このヒットに続いてオムニボットが発売され、1985年に発売された最上位機種のオムニボット2000に至っては99,800円で販売された。年間20万台もの販売を数える人気シリーズになったものの、膨大な開発コストを回収し、採算にのせるまでにはいたらず、トミーの全社的な構造改革の影響もあって、次第に小型・低価格なラインへシフトした。2007年には2足歩行ロボットのi-SOBOTが発売され、その後もジェスチャーセンサと倒立振り子センサー(Mobile Inverted Pendulum)を備えた『ハロー！ミップ』、音声認識機能を搭載した小型犬ロボット『ハローズーマー』、言語を理解する『オハナス』、人の動きを真似できる『メカノイド』など、徐々に機能を拡大しつつ新製品が発売される。

## 主な製品
- オムニボット
- オムニボットマークⅡ
- オムニボット シャロックオム
- オムニボット2000
- i-SOBOT
- ハロー！ミップ
- ハローズーマー
- メカノイド
- ハロー!ダイノ
- ハロー!ウ～ニャン
- ロビジュニア
- OHaNAS（オハナス）
- マイルームロビ
- もっとなかよしRobi jr（ロビジュニア）
- ハロー!ズーマー ミニチュアダックス
- こっちむいてロビ
- embot -エムボット-
- こっちむいてDORAEMON（ドラえもん）
- キミだけのともだち ドラえもん with U
- ハロー!はらペこラビット
- ハロー!QB
- サッカーボーク